# NGC 451
NGC 451 je spirální galaxie v souhvězdí Ryb. Její zdánlivá jasnost je 14,2m a úhlová velikost 0,8′ × 0,5′. Je vzdálená 225 milionů světelných let, průměr má 45 000 světelných let. NGC 451 je Markarjanova galaxie zařazena do Markarjanova katalogu jako Mrk 976. Je členem skupiny galaxií LGG 26. Galaxii objevil 10. listopadu 1881 Édouard Jean-Marie Stephan. Později byla galaxie duplicitně katalogizována v Index Catalogue jako IC 1661. 

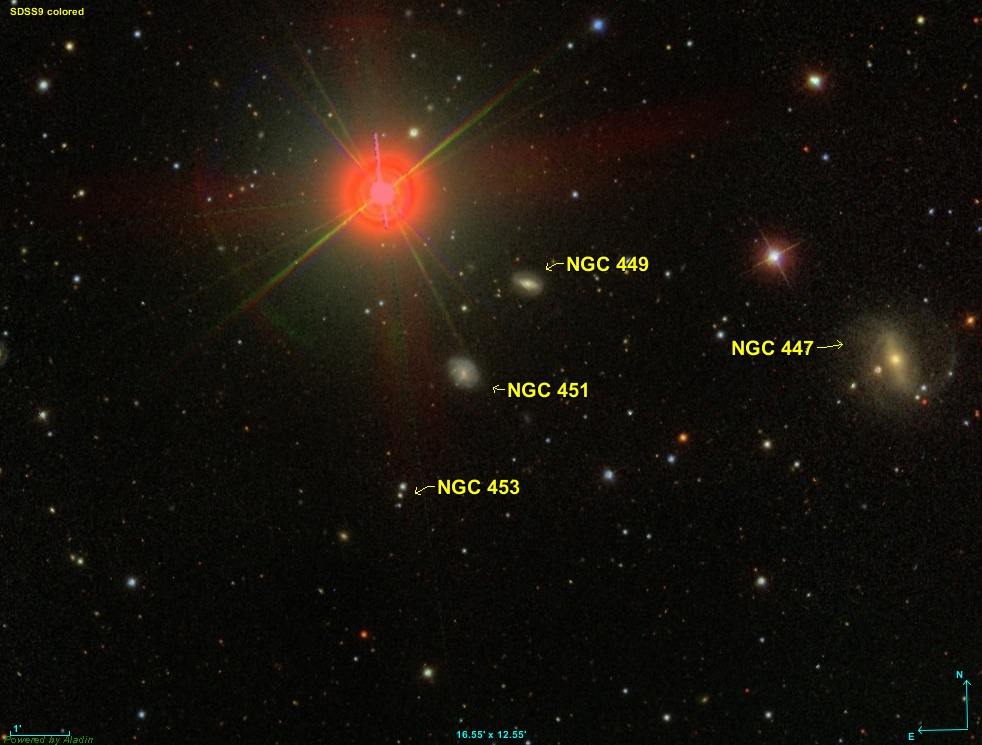
NGC 451 s galaxiemi NGC 447, NGC 449, a s hvězdou označenou NGC 453 (SDSS)